# Drosophila neonasuta
Drosophila neonasuta är en tvåvingeart som beskrevs av Sajjan och Krishnamurthy 1972.

## Taxonomi och släktskap
Drosophila neonasuta ingår i artgruppen Drosophila immigrans och artundergruppen Drosophila nasuta.

## Utbredning
Artens utbredningsområde är Indien.